# Svenska Karateförbundet
Svenska Karateförbundet är det specialidrottsförbund som  samlar svenska karateklubbar. Kansliet ligger i Vasastan i Stockholm.
Svenska Karateförbundet bildades 26 september 2008 för att ge svensk karate möjlighet att söka ställning som eget specialförbund. Vid Riksidrottsmötet den 17 maj 2009, i Visby, beslutades att Svenska Karateförbundet organiseras som eget specialförbund från den 1 januari 2010. 
Dessförinnan hade svensk karate organiserats inom Riksidrottsförbundet sedan 1963 inom det i november 1960  bildade Svenska Judoförbundet. Judoförbundet anslöts ett år senare till Sveriges Riksidrottsförbund. Judoförbundet inhyste från och med år 1964 klubbar från andra budoarter, och den 15 november 1969 bytte förbundet namn till Svenska Budoförbundet och delades upp i sektioner för de olika arterna. Judon var förbundets största sektion fram till 1984, då karaten seglade om. I november 1987 beviljade Riksidrottsförbundet judo ställning som eget specialförbund och i maj 1997 beviljades även taekwondo ställning som eget specialförbund. Namnändring skedde den 22 mars 2003 till Svenska Budo & Kampsportsförbundet.